# Mingshan, Chongqing
Mingshan (kinesiska: 名山) är ett stadsdelsdistrikt i sydvästra Kina. Det ligger i Fengdu härad i storstadsområdet Chongqing, omkring 110 kilometer öster om det centrala stadsdistriktet Yuzhong.